# Солигалич
Солигалич (рус. Солига́лич) град је у Русији у Костромској области.

## Становништво
| 1939. | 1959. | 1970. | 1979. | 1989. | 2002. | 2010. |
| ----- | ----- | ----- | ----- | ----- | ----- | ----- |
| 5.400 | 5.773 | 6.701 | 7.134 | 7.456 | 6.996 | 6.438 |